# Sørum
Sørum là một đô thị ở hạt Akershus, Na Uy.
Sørum được lập thành đô thị ngày 1/1/1838 (xem formannskapsdistrikt). Blaker được nhập với Sørum ngày 1/1/1962.
Về phía bắc, Sørum giáp Ullensaker, về phía đông là Nes và Aurskog-Høland, phía nam là Fet còn phía tây là Skedsmo và Gjerdrum.
Tên gọi đô thị này (ban đầu là một xứ đạo) được đặt theo tên của nông trang cổ Sørum (Norse Suđrheimr) do nhà thờ đầu tiên được xây ở đó